# Jôf Fuart

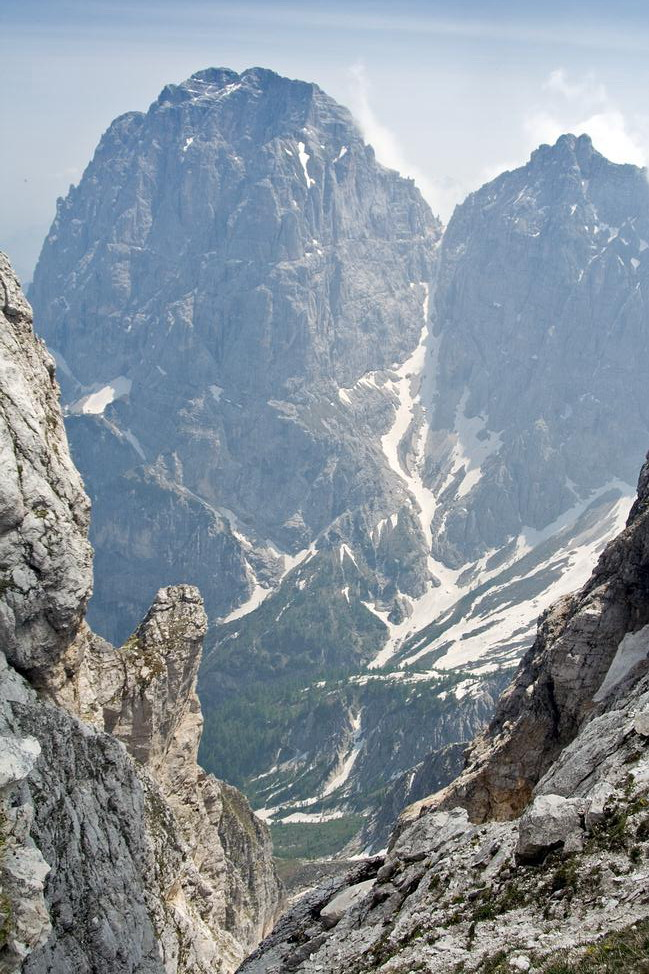
Severní stěna Jôf Fuart

Jôf Fuart (slovinsky Viš) je hora nacházející se ve skupině Montasio v italské, západní části Julských Alp. Má dvě zcela odlišné tváře. Zatímco na sever spadá více než 1000 metrů vysokou stěnou, od jihu je podstatně pozvolnější a mírnější. Od severu má tvar pravidelné pyramidy, od jihu vrchol zaniká v hřebeni ostatních vrchů. Vrchol je se sousedním Montasiem propojen exponovanou hřebenovkou Anita Goitan.

## Výstup
- Jih

Nejjednodušší je výstup od jihu. Startovním místem je sedlo Sella Nevea (1190 m), které se nachází kousek od Slovinsko - Italské hranice a rozděluje od sebe masivy Montasio a Canin. Ze sedla vede velmi dlouhý přístup po cestě č. 625 na chatu Rifugio Corsi (1874 m). Od chaty stoupá značená stezka nejprve přes skalní práh k patě stěny. Zde začíná lehká zajištěná cesta, která pomocí několika ocelových lan a kramlí překonává nejtěžší spodní pasáže jižní části stěny. Dále po terasách a přes skalní stupně až k vrcholu. Vrchol je poměrně malé místo, které pojme jen pár lidí.
Délka: Sella Nevea - Rifugio Corsi (3 hod.) - Jôf Fuart (2 hod.)
- Sever

Pro tuto cestu je startovní bod konec sjízdné silnice (oblast Saisera) vedoucí z obce Valbruna (807 m). Opěrným bodem může sloužit chata Rifugio Pallarini (1499 m) ležící pod severní stěnou masivu. Výstup ze severu klade na turistu vysoké nároky. Jedná se spíše o horolezecký výstup. Cesta nekompromisně podél zajištění stoupá do velkého žlebu. Zde leží celoročně sněhová pole. Stezka pokračuje podél pilíře směrem k sedlu. Přechází dva žleby (vhodné ledovcové vybavení) a stoupá sérií několika komínů. Náročnost těchto úseků dosahuje II.UIAA. V závěru lehce doprava po skalách k vrcholu.
Délka : Saisera - Rifugio Pellarini (2 hod.) - Jôf Fuart (4 hod.)

## Přístup a okolí
Nejbližší město je Tarvisio na severovýchodě, v Itálii. Skrz město vede hlavní silnice Villach - Udine. Pro jižní přístup se hodí jet z Tarvisia kolem jezera Lago del Predil (959 m) až do sedla Sella Nevea. Obec Valbruna se nachází asi 10 km západně od Tarvisia a leží na začátku stejnojmenné doliny .